# NGC 5475
NGC 5475 este o galaxie spirală situată în constelația Ursa Mare. A fost descoperită în 14 aprilie 1789 de către William Herschel. Se află la o distanță de 28,6 de megaparseci de Pământ.